# 聖ペトロ・ハンゲイト教会 (ノリッジ)
聖ペトロ・ハンゲイト教会（せいペトロ・ハンゲイトきょうかい、英: St Peter Hungate, Norwich）は、イングランドのノーフォーク州 シティ・オブ・ノリッジにあるイングランド国教会の冗長された教区教会で、第一級指定建築物に登録されている。

## 歴史
この教会は中世時代のものである。パストン家が再奉献を行ったことを表す1460年の日付が北側の戸口に示されている可能性がある。
閉鎖された後の1929年、この教会は宗教芸術博物館（Museum of Ecclesiastical Art）（1932年）に転換され、のちにハンゲート教会芸術博物館（Hungate Museum of Church Art）に改名されている。この博物館は1995年に閉館となり、教会はノリッジ歴史的教会トラスト（Norwich Historic Churches Trust）の管理下に置かれることとなった。現在では中世美術の中心地である「ハンゲイト」が使用している。

## オルガン
1938年、博物館はイタリアのフィレンツェ近くのルッカにある男子修道院からポジティヴ・オルガンを買い取った。このオルガンの仕様書は国立パイプオルガン登録簿で見つけることができる。